# Каталог основных галактик
Катало́г основны́х гала́ктик (англ. Principal Galaxies Catalogue, The Catalogue of Principal Galaxies, или PGC) является астрономическим каталогом, опубликованным в 1989 году, с экваториальными координатами на эпохи B.1950 и J2000.0 и идентификацией 73 197 галактик. 40 932 объектов имеют стандартные отклонения координат в пределах 10″. Всего 131 601 названий из 38 наиболее распространенных источников.
Приводятся средние данные по каждому объекту:
- 49 102 морфологических описаний,
- 52 954 видимых размеров по большой и малой осям,
- 67 116 видимых звёздных величин,
- 20 046 лучевых скоростей и
- 24 361 позиционных углов.